# Willem Mogge Muilman
Willem Ferdinand Mogge Muilman (Amsterdam, 22 februari 1778 – aldaar, 14 december 1849) was president van De Nederlandsche Bank van 1835 tot 1844.

## Biografie
Mogge Muilman was de vijfde DNB-president (1835-1844). Hij moest onderhandelen met de koning over aanpassingen van de rol van DNB. De koning eiste voortaan gratis werken voor het rijk en een bijkantoor in Rotterdam. Muilman wilde aftreden, maar een vleiende brief uit Den Haag deed wonderen.
De naam Mogge erfde Willem van zijn moeder, evenals een heerlijkheid in Zeeland. Zelf bezat deze Amsterdamse regent al een landgoed bij Velsen. Muilman rentenierde vanaf zijn 36e, na verkoop van het handels- en bankiershuis Muilman.
Hij zat in de Provinciale Staten van Noord-Holland, ook tijdens de periode dat hij DNB-president was, wat niet ongebruikelijk was.
- Biografisch Portaal: 50629489
- Nederlandse Thesaurus van Auteursnamen: 071994920
- Parlement.com: vg09llvr2lyf
- Virtual International Authority File: 280554864
- WorldCat: E39PBJr7VqhP6h4m4q6mQ9WMT3